# La Rivière-Saint-Sauveur
La Rivière-Saint-Sauveur é uma comuna francesa na região administrativa da Normandia, no departamento Calvados. Estende-se por uma área de 5,39 km². Em 2010 a comuna tinha 2 585 habitantes (densidade: 479,6 hab./km²).